# 340
Cette page concerne l'année 340  du calendrier julien. Pour l'année 340 av. J.-C., voir 340 av. J.-C. Pour le nombre 340, voir 340 (nombre). Pour l'avion, voir Airbus A340.
L'année 340 est une année bissextile qui commence un mardi.

## Événements

### Empire romain d'Occident: guerre civile
- 19 janvier-2 février : Constant Ier est à Naissus ; il est en Dacie quand il apprend l'invasion de Constantin II[1].
- Mars-avril : Constantin II attaque son frère Constant à qui il réclame une partie de l'Italie. Il passe les Alpes au début de l'année mais est battu près d'Aquilée et tué dans sa fuite, malgré un avantage numérique[2]. Constant prend le contrôle de tout l'Occident.
- 9 avril : Constant Ier est à Aquilée[1]. Il livre bataille contre son frère Constantin II, le tue et récupère ses provinces[3].
- 25 juin : Constant Ier est à Milan[1].

### Empire romain d'Orient (règne de Constance II
- Avril : Septimus Ancyndinus nommé préfet du prétoire en Orient[3].
- Été : Constance II envahit le territoire perse[1].
- 12 août : Constance II est à Édesse[1].
- 9 septembre : Constance II est de retour à Antioche[1].

### Empire romain: affaires religieuses
- Automne : le pape Jules Ier condamne l’arianisme au synode de Rome. Il reconnait l'innocence d'Athanase d'Alexandrie et de Marcel d'Ancyre et rappelle aux évêques orientaux la primauté de Rome, sans réponse de leur part[4].
- Acace devient évêque de Césarée[5].

### Hors de l'Empire romain
- Inde : Rudrasena règne sur l’empire Vakataka au Dekkan (fin en 360)[6].

## Naissances en 340
- Hélène de Caernarfon, sainte galloise.

## Décès en 340
- Avril : Constantin II, empereur romain associé.
- Eusèbe de Césarée, écrivain grec chrétien, historien et géographe (né en 265). Conciliant à l’égard d’Arius, il écrivit des ouvrages apologétiques et la première synopse du Nouveau Testament. Il est le père de l’histoire religieuse (vie de Constantin).
- Paul de Thèbes, considéré comme le premier ermite chrétien.